# Orfeus och Eurydike
Se även operan Orfeus och Eurydike av Gluck.

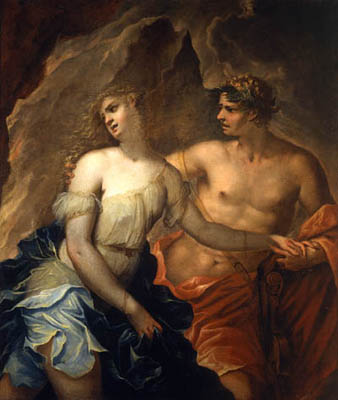
Orfeus och Eurydike. Målning av Federico Cervelli.

Orfeus och Eurydike är ett välkänt och ofta använt motiv ur den grekiska mytologin.
Enligt myten var Orfeus en tragisk hjälte, make till nymfen Eurydike, son till flodguden Oiagros och musan Kalliope. Orfeus sjöng och spelade så vackert på sin lyra att till och med naturen och de vilda djuren stannade upp för att lyssna. När Eurydike dog av ett ormbett vandrade Orfeus omkring i bergen intill nedgången till dödsriket Hades och spelade ut sin sorg. Orfeus lyckades med sin sköna och sorgsna musik beveka underjordens härskare Karon och Hades, och göra Eurydike till den enda människa som någonsin tillåtits återvända från dödsriket. Det enda villkoret var att han skulle leda henne upp till de levandes värld utan att se sig om efter henne. Orfeus vände sig ändå om, och förlorade därmed sin älskade hustru för alltid. 
Orfeus tragiska död beskrivs i Ovidius Metamorfoser, bok XI. Efter Orfeus död fördes hans huvud och hans musikinstrument till ön Lesbos där den blev upphov till en egen kult. Under renässansen liknades Orfeus vid den likaledes skönsjungande David.

## I senare kultur
Orfeus och Eurydike är ett flitigt använt motiv inom konst, musik och teater. Glucks opera Orfeus och Eurydike är ett exempel, och Offenbachs operett Orfeus i underjorden är ett annat. Claudio Monteverdis Orfeus från 1607 anses vara en av de första "riktiga" operorna. 
Den har också skildrats på film, till exempel i Jean Cocteaus Orphée (1950) och i Marcel Camus Orfeu Negro (1959) som utspelas i Rio de Janeiro under karnevalen. Slummen och favelorna är en pittoresk bakgrund till den klassiska tragedin. Filmen väckte stort uppseende på sin tid med sitt färgsprakande myller. Den är full av symbolik som hämtad från en tysk expressionistisk film från 1920-talet. I populärkulturen finns temat bland annat i gruppen The Herds sång ”From the Underworld” (1967).